# 仰烏帽子山
仰烏帽子山（のけえぼしやま）は、九州山地の南部にある日本の山。標高は1,302m。球磨郡五木村・山江村・相良村にまたがる。

## 登山
現在、令和２年７月豪雨災害の影響により、登山はできません。

## 地質
北側は急崖で大部分が石灰岩質であるが、山頂付近はチャートが露出している。北からの登山道は谷が伏流となり、東方稜線近くには石灰岩の露頭、仏石がある。カルスト地形や深い堅穴もあり、地中に大きな鍾乳洞があると推測される。